# Bettina Walter
Bettina Walter (* 13. Februar 1971 in Buchholz in der Nordheide) ist eine deutsche Filmproduzentin, Dozentin und Geschäftsführerin der Filmproduktionsfirma BWP in Barcelona.

## Leben
Bettina Walter studierte in Hamburg, Buenos Aires und Málaga Ethnologie, Romanistik und Lateinamerikastudien und spezialisierte sich als Produzentin auf die Entwicklung und Finanzierung von Dokumentarfilmen für den internationalen Markt. Als Studienleiterin entwickelte sie in Zusammenarbeit mit dem Documentary Campus und dem Goethe-Institut „Campus Latino“ eine Trainingsinitiative für lateinamerikanische Filmemacher und Produzenten.
Walter berät mehrere Filmfestivaljurys und Filmfonds. Außerdem ist sie als Moderatorin und Podiumsteilnehmerin tätig und war von 2013 bis 2016 Session Producer für das Sheffield Doc/Fest.
Seit 2000 unterrichtet sie Entwicklung, internationale Finanzierung und Produktion von Dokumentarfilmen an verschiedenen Universitäten und Filmhochschulen: An der Autonomen Universität Barcelona, der Universität Barcelona, Universidad Internacional de Cataluña, der Escola de Cinema de Barcelona und der Filmakademie Baden-Württemberg.

## Filmografie als Producerin/Ko-Produzentin (Auswahl)
Belege zu nachfolgenden Angaben, siehe
- 2005: Devil’s Miner, Regie: Richard Ladkani, Kief Davidson
- 2006: Mañana al Mar, Regie: Ines Thomsen
- 2009: Mein Leben mit Carlos, Regie: Germán Berger
- 2010: Kaufen für die Müllhalde, Regie: Cosima Dannoritzer
- 2012: Ein Papagei im Eiscafé, Regie: Ines Thomsen
- 2013: Google und die Macht des Wissens, Regie: Ben Lewis
- 2016: Falciani und der Bankenskandal, Regie: Ben Lewis
- 2018: Teatro de Guerra, Regie: Lola Arias

## Auszeichnungen (Auswahl)
Belege zu nachfolgenden Angaben, siehe
- Teatro de Guerra. Regie: Lola Arias. Art Cinema Award & Preis der Ökumenischen Jury auf der Berlinale 2018, BAFICI-Preis (beste Regie) 2018, Fenix 2018.
- Falciani und der Bankenskandal.[8] Regie: Ben Lewis. Produzent Christian Beetz. Nominiert von der Deutschen Akademie für Fernsehen 2015 für den Deutschen Wirtschaftsfilmpreis 2015 und für den Grimme-Online-Award 2016,[9] Henry-Nannen-Preis 2016 (Finale), Deutsch-Französischer Journalistenpreis 2016, Deutscher Wirtschaftsfilmpreis 2016 (erster Platz).
- Google und die Macht des Wissens. Regie: Ben Lewis. World Cinema Competition des Sundance-Film-Festivals 2013.
- Mañana al Mar. Regie: Ines Thomsen. Prix Europa 2006 (bester Dokumentarfilm), Max-Ophüls-Festival 2006 (bester Dokumentarfilm).
- Mein Leben mit Carlos. Regie: Germán Berger. Produzent Christian Beetz. HotDocs, Top-Ten-Preis (Zuschauerpreis) 2010, Festival de Biarritz Amérique Latine (Zuschauerpreis für den besten Dokumentarfilm) 2010, San Diego Latino Film Festival 2010 (bester Film/Zuschauerpreis), International Gramado Filmfestival in Brasilien 2010 (bester internationaler Dokumentarfilm).